# Лауреаты Государственной премии СССР в области литературы, искусства и архитектуры
Спи́сок лауреа́тов Госуда́рственной пре́мии СССР в о́бласти литерату́ры, иску́сства и архитекту́ры

## 1967
1. Андроников (Андроникашвили) Ираклий Луарсабович — за книгу «Лермонтов. Исследования и находки» (1964)
2. Кемпе (Найковская) Мирдза Яновна, — за книгу стихов «Вечность мгновений» (1964)
3. Смеляков, Ярослав Васильевич, — за цикл стихов «День России» (1967)
4. Габрилович, Евгений Иосифович, автор сценария; Юткевич, Сергей Иосифович, автор сценария и режиссёр, — за фильм «Ленин в Польше» (1965) совместного производства киностудии «Мосфильм» и ТО «Студио» (Варшава)
5. Жалакявичюс, Витаутас Пранович, автор сценария и режиссёр; Грицюс, Йонас Аугустинович, оператор; Банионис, Донатас Юозович, исполнитель роли Вайткуса; Оя, Бруно Вернерович, исполнитель роли Бронюса Локиса, — за фильм «Никто не хотел умирать» (1965) производства Литовской киностудии
6. Розов, Виктор Сергеевич, автор инсценировки; Волчек Галина Борисовна (Беровна), режиссёр; Табаков, Олег Павлович, исполнитель роли Александра Фёдоровича Адуева; Козаков, Михаил Михайлович, исполнитель роли Петра Ивановича Адуева, — за спектакль «Обыкновенная история» И. А. Гончарова, поставленный на сцене МДТ «Современник»
7. Ирд, Каарел Кириллович, режиссёр — за постановку спектаклей «Дикий капитан» Ю. Смуула (1965), «Лебединый полёт» В. Тормиса (1966), «Кориолан» Шекспира (1964), «Мужские песни» на сцене ЭстАТ «Ванемуйне»
8. Честноков, Владимир Иванович, артист — за создание образа В. И. Ленина в спектаклях и фильмах последних лет
9. Петров, Андрей Павлович, композитор, — за песни 1964—1965 годов («Песня о моём отце», «Голубые города», «Песня о друге», «На кургане», «Я шагаю по Москве»)
10. Тактакишвили, Отар Васильевич, композитор, — за ораторию «По следам Руставели» (текст И. В. Абашидзе)
11. Хренников, Тихон Николаевич, композитор, — за цикл инструментальных концертов (для скрипки с оркестром, для виолончели с оркестром)
12. Юрлов, Александр Александрович, художественный руководитель Республиканской академической русской хоровой капеллы, — за концертные программы сезонов (1964—1965) и (1965—1966)
13. Белашова, Екатерина Фёдоровна — за серию скульптур («Мечтание», «Надежда Константиновна Крупская», «Александр Сергеевич Пушкин. 1837» (1964))
14. Горяев, Виталий Николаевич, — за иллюстрации (1965) к книге Н. В. Гоголя «Петербургские повести»
15. Клычев, Иззат Назарович, — за серию картин «Моя Туркмения» (1963—1965) («Я и моя мама», «Легенда», «Стригали», «Пустыня», «Белуджи»)
16. Милецкий, Авраам Моисеевич, Бильский, Эдуард Антонович, архитекторы; Линович, Леонид Евсеевич, Печенов, Алексей Николаевич, инженеры, — за архитектуру Дворца пионеров и школьников в Киеве
17. Полянский, Анатолий Трофимович, Витухин, Дмитрий Сергеевич, архитекторы; Рацкевич, Юлий Владимирович, инженер, — за архитектуру комплекса международного пионерского лагеря «Прибрежный» в Артеке имени В. И. Ленина

## 1968
1. Айтматов, Чингиз Торекулович, — за повесть «Прощай, Гульсары!» (1966)
2. Залыгин, Сергей Павлович, — за роман «Солёная падь» (1967—1968)
3. Воскресенская, Зоя Ивановна, писательница, сценарист, автор повести; Донской, Марк Семёнович, режиссёр; Фадеева, Елена Алексеевна, исполнительница роли М. А. Ульяновой, — за фильм «Сердце матери» (1965) производства ЦКДЮФ имени М. Горького
4. Товстоногов, Георгий Александрович, режиссёр; Лебедев, Евгений Алексеевич, исполнитель роли Бессеменова; Попова, Эмма Анатольевна (Бирман Эмилия), исполнительница роли Татьяны, — за спектакль «Мещане» М. Горького, поставленный на сцене БДТ имени М. Горького
5. Отс Георг Карлович (Георгий Каарелович), — за концертные программы (1965—1966) и (1966—1967)
6. Свиридов, Георгий Васильевич, композитор, — за «Курские песни» для хора и оркестра
7. Шостакович, Дмитрий Дмитриевич, композитор, — за вокально-симфоническую поэму «Казнь Степана Разина» для баса, хора и оркестра (1964)
8. Иванов, Виктор Иванович, — за картины «На покосе. В шалаше», «Семья. 1945 год», «Русские женщины», «Полдник»
9. Салахов, Таир Теймур оглы, — за картины «Ремонтники», «Портрет композитора Кара Караева», «У Каспия»
10. Касперавичене, Бирута Броневна, Круминис, Бронюс Людвико, архитекторы; Зубрус, Вацловас Винцович, Любецкис, Шмуелис Исакович, инженеры, — за архитектуру жилого района Жирмунай в Вильнюсе

## 1969
1. Малышко, Андрей Самойлович — за цикл стихов «Дорога под яворами» (1964) из одноимённой книги
2. Бойков, Владимир Николаевич и Небылицкий, Борис Рудольфович, режиссёры; Истомин, Александр Сергеевич, Ошурков, Михаил Фёдорович, Цитрон Вульф Самуилович и Яцун, Евгений Павлович, операторы, — за документальные фильмы «Служу Советскому Союзу» (1968) и «Народа верные сыны» (1967) производства ЦСДФ
3. Ефремов, Олег Николаевич, — за актёрские и режиссёрские работы последних лет в МДТ «Современник»
4. Царёв, Михаил Иванович, — за исполнение ролей Вожака в спектакле «Оптимистическая трагедия» В. В. Вишневского и главной роли в спектакле «Старик» М. Горького, поставленных на сцене ГАМТ
5. Ведерников, Александр Филиппович — за концертные программы (1966—1967) и (1967—1968)
6. Чайковский, Борис Александрович, композитор, — за 2-ю симфонию
7. Лоховинин, Юрий Николаевич, Михайлёнок, Леонид Лукич, Родионов, Лев Артемьевич, скульпторы; Полторацкий, Евгений Михайлович, архитектор, — за памятник «Легендарная тачанка» (1967) близ Каховки
8. Ханджян, Григор Сепухович — за иллюстрации и оформление (1963—1965) книги П. Р. Севака «Несмолкающая колокольня»
9. Коротков, Александр Васильевич, руководитель работы; Иванов Василий Николаевич, Орлов, Иосиф Брониславович, Симонов, Николай Иванович, архитекторы; Смородин, Геннадий Петрович, инженер-конструктор, — за архитектуру города Навои

## 1970
1. Дубов, Николай Иванович, — за роман «Горе одному» (1967) (за произведения литературы и искусства для детей)
2. Сартаков, Сергей Венедиктович, — за трилогию «Барбинские повести» («Горный ветер» (1956); «Не отдавай королеву» (1960); «Медленный гавот» («Козья морда») (1966))
3. Полонский, Георгий Исидорович, автор сценария; Ростоцкий, Станислав Иосифович, режиссёр; Шумский, Вячеслав Михайлович, оператор; Дуленков, Борис Дмитриевич, художник; Тихонов, Вячеслав Васильевич, исполнитель роли Ильи Семёновича Мельникова; Меньшикова, Нина Евгеньевна, исполнительница роли Светланы Михайловны, — за художественный фильм «Доживём до понедельника» (1967) производства ЦКДЮФ имени М. Горького
4. Колошин, Анатолий Александрович, режиссёр; Медведев, Игорь Николаевич, автор сценария; Арцеулов, Олег Константинович, оператор, — за документальный фильм «Чехословакия, год испытаний» (1969) производства ЦСДФ
5. Вирский, Павел Павлович, балетмейстер, художественный руководитель, — за концертные программы 1966—1969 годов в ГЗАТ УССР
6. Бартусявичюс, Владас-Антанас Юозович, режиссёр программ, главный дирижёр и художественный руководитель; Лингис, Юозас Йонович, балетмейстер, — за концертные программы «Ветер веков» и «Праздничные вечера» в ГЗНАПТ Литовской ССР «Летува»
7. Ливанов, Борис Николаевич — за актёрские и режиссёрские работы последних лет в театре и кино
8. Жиганов, Назиб Гаязович — за 2-ю симфонию «Сабантуй» (1968)
9. Тулегенова, Бибигуль Ахметовна — за концертные программы 1967—1968 годов
10. Тавасиев, Сосланбек Дафаевич — за памятник Салавату Юлаеву в Уфе
11. Церетели, Зураб Константинович — за мозаичные композиции в Тбилиси и Ульяновске

## 1971
1. Кожевников, Вадим Михайлович, — за повести «Пётр Рябинкин» (1968) и «Особое подразделение» (1969)
2. Твардовский, Александр Трифонович, — за стихотворный сборник «Из лирики этих лет» (1959—1967)
3. Герасимов, Сергей Аполлинарьевич, автор сценария и режиссёр; Рапопорт Владимир (Вульф) Абрамович, оператор; Галаджев, Пётр Степанович (посмертно), художник; Жаков, Олег Петрович, исполнитель роли учёного Александра Александровича Бармина; Белохвостикова, Наталия Николаевна, исполнительница роли Елены Александровны Барминой; Шукшин, Василий Макарович, исполнитель роли директора комбината Василия Черных, — за художественный фильм «У озера» (1969) производства ЦКДЮФ имени М. Горького
4. Агранович Леонид (Лев) Данилович, автор сценария; Волчек Борис (Бер) Израилевич, режиссёр; Козелькова, Елена Георгиевна, исполнительница роли судьи Анны Васильевны Хромовой, — за художественный фильм «Обвиняются в убийстве» (1969) производства киностудии «Молдова-филм»
5. Руденко, Бэла Андреевна — за концертные программы (1969—1970)
6. Хачатурян, Арам Ильич — за триаду концертов-рапсодий (для скрипки с оркестром, для виолончели с оркестром, для фортепиано с оркестром)
7. Васнецов, Юрий Алексеевич — за оформление и иллюстрации детских книг «Ладушки» и «Радуга-дуга» — за произведения для детей
8. Ильина, Лидия Александровна — за серии гравюр «Материнство» (1967) и «Молодёжь Киргизии» (1966)
9. Очиаури, Ираклий Алексеевич — за чеканные пластины во Дворце бракосочетания и в здании Грузинской советской энциклопедии в Тбилиси; чеканное панно «Похищение солнца» на Всемирной выставке «Экспо-70» в Осаке и чеканные пластины из серии «Песнь о Грузии»
10. Емельянов, Виктор Никонович, Заборский, Георгий Владимирович, архитекторы; Сенько, Фёдор Петрович, председатель колхоза; Камайтис, Рамунас Антано, Шимкус, Виргиниюс-Кестутис Йоно, архитекторы; Коверовас, Алексеюс Юргевич, строитель; Станюлис, Юозас-Брониславас Йоно, директор совхоза; Миров, Борис Борисович, Херкель, Вольдемар Аугустович, архитекторы; Куузик, Вяйно Эвальдович, инженер-строитель; Юриссон, Ильмар Юрьевич, директор Эстонского НИИ земледелия и мелиорации, — за планировку и застройку сельских посёлков: Вертелишки в БССР, Дайнава в Литовской ССР, Саку, Куртна, Винни в ЭССР
11. Ким, Владимир Николаевич, Ратушный, Юрий Григорьевич, Рипинский, Николай Иванович (посмертно), Ухоботов, Лев Леонидович, архитекторы; Делов, Борис Николаевич, Кукушкин, Валерий Иванович, конструкторы; Кузякин, Николай Иванович, Казыбеков, Мустафа Тулепович, инженеры-строители, — за Дворец имени В. И. Ленина в Алма-Ате

## 1972
1. Бабаджан (Бабаджанов) Рамз Насырович — за поэму «Живая вода» (1969)
2. Мустай Карим (Каримов Мустафа Сафич) — за сборник лирических стихов «Годам вослед» (1971)
3. Аликов, Юрий Иванович, автор сценариев; Соболев, Феликс Михайлович, режиссёр; Прядкин, Леонид Фёдорович, оператор, — за научно-популярные фильмы «Язык животных» (1967) и «Думают ли животные» (1970) производства студии «Киевнаучфильм»
4. Равенских (Ровенских) Борис Иванович, режиссёр; Шапорин Василий Георгиевич (Юрьевич), художник; Локтев, Алексей Васильевич, исполнитель роли Павла Корчагина, — за спектакль «Драматическая песня», поставленный на сцене МДТ имени А. С. Пушкина
5. Сац, Наталия Ильинична, режиссёр, — за спектакли «Три толстяка» Ю. К. Олеши, «Мальчик-великан» Т. Н. Хренникова, «Сёстры», поставленные на сцене МГАДМТ — за произведения для детей
6. Курбет, Владимир Козьмович, художественный руководитель и главный балетмейстер, Усач, Татьяна Давыдовна, Фурника, Иван Дмитриевич, Филипчук, Борис Васильевич, солисты балета, — за концертную программу (1970—1971) заслуженного коллектива МССР ГАНТ «Жок»
7. Щедрин, Родион Константинович — за ораторию «Ленин в сердце народном» и оперу «Не только любовь» (1961, новая редакция)
8. Ефимов (Фридлянд) Борис Ефимович — за политические плакаты и карикатуры (1970—1971)
9. Алескеров, Ганифа Алискендерович, Гусейнов, Алескер Нур Али оглы, архитекторы; Зейналов, Ибрагим Исмаил оглы, Мамедов, Ниджат Мир Юсиф оглы (посмертно), скульпторы, — за мемориальный ансамбль памяти 26 бакинских комиссаров в Баку
10. Албергс, Валдис Карлович, скульптор; Дриба, Дзинтарс Янович, Лусис-Гринберг, Гунарс Рудольфович, архитекторы, — за музей-памятник латышским красным стрелкам в Риге
11. Шварцбрейм, Юлиан Львович, руководитель авторского коллектива, Эдемская, Валентина Яковлевна, архитектор, Топилин, Николай Васильевич, инженер-конструктор, Карпов, Пётр Устинович, инженер-строитель, — за архитектуру здания цирка в Сочи

## 1973
1. Луконин, Михаил Кузьмич — за книгу стихов «Необходимость» (1969)
2. Метченко, Алексей Иванович — за книгу «Кровное, завоёванное. Из истории советской литературы»
3. Наби Хазри (Бабаев Наби Алекпер оглы) — за стихотворный сборник «Море начинается с вершин» (1971) и новые стихи из книги «Стихи и поэмы»
4. Перцов, Виктор Осипович — за книгу «Маяковский. Жизнь и творчество»
5. Нарлиев, Ходжакули, режиссёр; Иванов Анатолий Александрович, оператор; Ходжаниязов, Аннамамед, художник; Аймедова, Мая-Гозель, исполнительница роли Огулькейик; Овезгеленов, Ходжан, исполнитель роли, — за художественный фильм «Невестка» (1971) производства киностудии «Туркменфильм»
6. Жданова, Стелла Ивановна, автор сценария; Фирсова (Микоша) Джемма Сергеевна, режиссёр, — за документальный телевизионный фильм «Зима и весна сорок пятого» (1972) производства ТО «Экран»
7. Дулова, Вера Георгиевна, арфистка, — за концертные программы (1969—1970) и (1971—1972)
8. Тургунбаева, Мукаррам, балетмейстер, художественный руководитель; Низамова, Рано Хашимовна, Романова, Валентина Николаевна, Шарипова, Равшана Курьязовна, солисты; Алиев, Бахтиёр Ташкенбаевич, музыкальный руководитель; Дадаев, Кахрамон, солист-дойрист; Курыш, Зинаида Тимофеевна, художник по костюмам, — за концертные программы (1971—1972) ГЗАНТ Узбекской ССР «Бахор»
9. Гончаров, Андрей Дмитриевич, — за иллюстрации в технике гравюры на дереве 1969—1971 годов к поэме В. В. Казина «Великий почин» (портрет В. И. Ленина) и к произведениям А. Н. Островского, А. В. Сухово-Кобылина, Ф. М. Достоевского
10. Пахомов, Алексей Фёдорович (посмертно), — за иллюстрации и оформление сборника рассказов Л. Н. Толстого «Филиппок». Страницы из «Азбуки» — за произведения для детей
11. Савицкий, Михаил Андреевич, — за цикл живописных произведений «Героическая Белоруссия» (картины «Партизанская мадонна», «Витебские ворота», «В поле») и настенную роспись «Великая Отечественная война. 1944 год» в музее Великой Отечественной войны города Минска
12. Рубаненко, Борис Рафаилович, руководитель авторского коллектива; Жагар, Олег Александрович, Иохелес, Евгений Львович, Кутырев, Евгений Иванович, Образцов, Алексей Сергеевич, Плинер, Владимир Александрович, Шаронов, Юрий Александрович, Шквариков, Вячеслав Алексеевич (посмертно), архитекторы; Дыховичная, Нина Абрамовна, инженер-конструктор, Новиков, Евгений Петрович, Поликарпов, Станислав Петрович, Скегин, Исай Михайлович, инженеры-строители, — за архитектуру новых жилых районов города Тольятти
13. Сперанский, Сергей Борисович, руководитель авторского коллектива; Волонсевич, Валериан Степанович, Каменский, Николай Валентинович, Струзман, Виктория Эммануиловна, Израилев, Ефим Моисеевич, инженер; Сенють, Альбин Викентьевич, строитель, — за архитектуру здания гостиницы «Ленинград» в Ленинграде и комплекса сооружений таможни на советско-финской границе

## 1974
1. Быков, Василий Владимирович — за повести «Обелиск» (1973) и «Дожить до рассвета» (1973)
2. Кулиев, Кайсын Шуваевич, — за сборник стихов «Книга земли» (1972)
3. Мартынов, Леонид Николаевич, — за сборник стихов «Гиперболы» (1972)
4. Алпатов, Михаил Владимирович, д. ч. АХ СССР, — за труды по истории русского и советского искусства «Этюды по истории русского искусства», «Сокровища русского искусства XI—XVI веков (живопись)», «Андрей Рублёв»
5. Реизов, Борис Георгиевич, ч.-к. АН СССР, — за цикл работ о проблемах романтизма и становления французского критического реализма XIX века «Французский исторический роман в эпоху романтизма», «Творчество Бальзака», «Творчество Флобера», «Французский роман XIX века»
6. Железников, Владимир Карпович, автор сценария, Фрэз, Илья Абрамович, режиссёр; Тутунов, Гасан Магомедович и Чардынин, Алексей Николаевич, оператор; Бахметьев (Крауклис) Игорь Александрович, художник, — за художественный фильм «Чудак из пятого «Б»» (1972) производства ЦКДЮФ имени М. Горького (Премия за произведения литературы и искусства для детей)
7. Медведкин, Александр Иванович, автор сценариев и режиссёр, — за документально-публицистические фильмы «Склероз совести», «Ночь над Китаем», «Тревожная хроника» производства ЦСДФ
8. Нурпеисов, Абдижамил Каримович, за трилогию «Кровь и пот» (1961—1970); Мамбетов, Азербайджан Мадиевич, режиссёр, Кривошеин, Александр Сергеевич, художник, Ашимов, Асанали, исполнитель роли Еламана, Шарипова, Фарида Шариповна, исполнительница роли Акбалы, Ногайбаев, Идрис Ногайбаевич, исполнитель роли Калена, — за спектакль «Кровь и пот» А. К. Нурпеисова, поставленный на сцене КазГАТД имени М. О. Ауэзова
9. Ефремов, Олег Николаевич, режиссёр; Сумбаташвили, Иосиф Георгиевич, художник, Евстигнеев, Евгений Александрович, исполнитель роли Петра Хромова, Расцветаев, Вячеслав Николаевич, исполнитель роли Виктора Лагутина, — за спектакль «Сталевары» Г. К. Бокарева, поставленный на сцене МХАТ имени М. Горького
10. Тормис, Вельо, композитор, — за произведения для хоров «Слова Ленина», «Баллада о Маарьянмаа», «Заклятие железа»
11. Биешу, Мария Лукьяновна — за концертную программу, посвящённую 50-летию образования СССР, и исполнение партий Леоноры и Татьяны в оперных спектаклях «Трубадур» Дж. Верди и «Евгений Онегин» П. И. Чайковского
12. Игнатов, Николай Юльевич, художник, — за монументальные росписи «Песнь о Грузии» в Пицунде и «Посвящение Пиросмани» в Тбилиси
13. Жук, Александр Владимирович, руководитель авторского коллектива, Вержбицкий, Жан Матвеевич, Вланин, Генрих Михайлович, архитекторы; Кузьменко, Степан Михайлович, инженер-конструктор, Гоголев, Евгений Алексеевич, Заикин, Николай Яковлевич, инженеры-строители, — за архитектуру вокзала аэропорта «Пулково»

## 1975
1. Абрамов, Фёдор Александрович — за трилогию «Пряслины» (1958—1973)
2. Лупан, Андрей Павлович — за цикл «Магистрали» из книги стихов «Ноша своя»
3. Олейник, Борис Ильич — за стихотворный сборник «Стою на земле» (1973)
4. Сучков, Борис Леонтьевич, литературовед, — за книгу «Исторические судьбы реализма» (1967)
5. Тарасов, Николай Иванович (посмертно), — за книгу «Классический танец. Школа мужского исполнительства»
6. Троепольский, Гавриил Николаевич, — за повесть «Белый Бим Чёрное ухо» (1971). (Премия за произведения литературы и искусства для детей)
7. Васильев, Борис Львович, автор повести и сценария; Ростоцкий, Станислав Иосифович; автор сценария и режиссёр, Шумский, Вячеслав Михайлович, оператор; Мартынов, Андрей Леонидович, исполнитель роли Федота Евграфовича Васкова, — за фильм «А зори здесь тихие…» (1972) производства ЦКДЮФ имени М. Горького
8. Кармен (Корнман) Роман Лазаревич, режиссёр, — за трилогию художественно-публицистических фильмов «Пылающий континент» (1973), «Чили. Время борьбы, время тревог» (1973), «Камарадос. Товарищ» (1974)
9. Яншин, Михаил Михайлович — за исполнение ролей Мамаева в спектакле «На всякого мудреца довольно простоты» А. Н. Островского и Абеля в спектакле «Соло для часов с боем» О. Заградника, поставленных на сцене МХАТ имени М. Горького
10. Леонтьева, Валентина Михайловна, ведущая, — за цикл телепередач «От всей души»
11. Гуляев, Юрий Александрович — за концертные программы (1971—1973)
12. Пахмутова, Александра Николаевна, композитор, — за песни последних лет (1971—1974)
13. Чекиджян, Оганес Арутюнович, главный дирижёр и художественный руководитель ГАКА, — за концертные программы (1971—1973)
14. Кукрыниксы — за иллюстрации и оформление книги Н. С. Лескова «Левша»
15. Маврина (Лебедева) Татьяна Алексеевна — за цикл иллюстраций к русским сказкам «Русские сказки», «Сказочная азбука», «Лукоморье», «За тридевять земель», «Ветер по морю гуляет…», «А. С. Пушкин. Сказки» и станковую графическую серию «Сказка, Родина, Красота»
16. Попков, Виктор Ефимович (посмертно) — за цикл картин «Размышления о жизни»: «Строители Братска», «Полдень», «Бригада отдыхает», «Семья Болотовых», «Шинель отца»
17. Адамов, Леон Тигранович, Адылов, Сабир Рахимович, Зарицкий, Борис Андреевич, Пурецкий, Юрий Платонович, Розанов, Евгений Григорьевич, Турсунов, Фархад Юсупбаевич, Халдеев, Юрий Андреевич, Шестопалов, Всеволод Николаевич, Якушев, Александр Викторович, архитекторы; Усманов, Махмуд, художник; Кричевский, Владимир Петрович, инженер-конструктор; Дудин, Краснослав Петрович, — за архитектуру центра Ташкента (1966—1974)
18. Покровский, Игорь Александрович, руководитель авторского коллектива, Болдов, Александр Борисович, Климочкин, Анатолий Васильевич, Лисичкин, Дмитрий Александрович, Новиков, Феликс Аронович, Саевич, Григорий Ефимович, Свердловский, Юрий Алексеевич, архитекторы; Зархи, Борис Михайлович, Ионов, Юрий Иванович, инженеры-конструкторы; Дементьев, Сергей Тимофеевич, Келарев, Юрий Иванович, Кириллов, Борис Михайлович, инженеры-строители, — за архитектурные комплексы Зеленограда

## 1976
1. Алексеев, Михаил Николаевич, — за роман «Ивушка неплакучая» (1970—1975)
2. Бунин, Андрей Владимирович и Саваренская, Татьяна Фёдоровна — за книгу «История градостроительного искусства»
3. Гранин (Герман) Даниил Александрович, — за повесть «Клавдия Вилор» (1975)
4. Зульфия (Исраилова Зульфия), — за книгу стихов «Строки памяти» (1974) и цикл «Радуга»
5. Кугультинов, Давид Никитич, — за книгу стихов «Зов апреля» (1975)
6. Лазарев, Виктор Никитич (посмертно), ч.-к. АН СССР, — за книги «Византийская живопись», «Древнерусские мозаики и фрески», «Старые итальянские мастера», «Старые европейские мастера»
7. Эмин Геворг Григорьевич (Мурадян Карлен Григорьевич), — за книгу стихов «Век. Земля. Любовь» (1974)
8. Гельман, Александр Исаакович, автор сценария, Микаэлян, Сергей Герасимович, режиссёр; Чумак, Владимир Гаврилович, оператор; Леонов, Евгений Павлович, исполнитель роли Василия Трифоновича Потапова; Самойлов, Владимир Яковлевич, исполнитель роли Павла Емельяновича Батарцева; Ургант, Нина Николаевна, исполнительница роли Дины Павловны Милениной, — за художественный фильм «Премия» (1974) производства киностудии «Ленфильм»
9. Хитрук, Фёдор Савельевич, режиссёр, — за мультипликационные фильмы «Дарю тебе звезду» (1974), «Остров» (1973), «Фильм, фильм, фильм» (1968), «Винни-Пух» (1969—1972) производства студии «Союзмультфильм»
10. Дунаев, Владимир Павлович и Зорин, Валентин Сергеевич, авторы сценариев; Лисакович, Виктор Петрович, режиссёр; Иванов, Анатолий Дмитриевич и Серебряков, Дмитрий Георгиевич, операторы, — за цикл телевизионных документальных фильмов «Программа мира в действии»; Колошин, Анатолий Александрович, автор сценария и режиссёр-оператор, Ковалёв, Анатолий Гаврилович; автор сценария; Кочетков, Александр Степанович, Микоша, Владислав Владиславович, Серов, Георгий Антонович, операторы, — за документальный фильм «Трудные дороги мира» производства ЦСДФ
11. Хачатурян, Карен Суренович, композитор; Майоров, Генрих Александрович, балетмейстер; Ерёменко, Константин Андреевич, дирижёр; Косменко, Евгений Владимирович, исполнитель заглавной партии, Сморгачёва, Людмила Ивановна, исполнительница партии Редисочки, — за балетный спектакль «Чиполлино» К. С. Хачатуряна, поставленный на сцене КУГАТОБ имени Т. Г. Шевченко (премия за произведения литературы и искусства для детей)
12. Канчели (Гия) Георгий Александрович — за 4-ю симфонию «Памяти Микеланджело»
13. Молдобасанов Калый, композитор и дирижёр; Сарбагишев, Уран, балетмейстер; Чокоева, Рейне и Токомбаева, Айсулу Асанбековна, исполнительницы партии Толгонай, — за балет-ораторию «Материнское поле» К. Молдобасанова, поставленный на сцене Киргизского ГАТОБ
14. Петров, Андрей Павлович, композитор; Касаткина, Наталия Дмитриевна и Василев, Владимир Юдинович, режиссёры-постановщики; Темирканов, Юрий Хатуевич, дирижёр; Мурин, Александр Григорьевич, хормейстер; Морозов, Владимир Михайлович, исполнитель заглавной партии, — за оперный спектакль «Пётр Первый» А. П. Петрова, поставленный на сцене ЛАТОБ имени С. М. Кирова
15. Эшпай, Андрей Яковлевич — за кантату «Ленин с нами» (на стихи В. В. Маяковского) и 2-й концерт для фортепиано с оркестром
16. Красаускас Стасис Альгирдо — за цикл гравюр «Вечно живые» (1973—1975)
17. Мурадян, Саркис Мамбреевич — за картины «Перед рассветом» (1971) и «Под мирным небом» (1972)
18. Бердзенишвили Мераб Константинович — за памятник в честь 30-летия Победы Советского народа в Великой Отечественной войне в Марнеули
19. Ахмедов, Абдулла Рамазанович, руководитель работы; Сапаров, Сапар Нурмурадович, инженер-строитель; Даниельянц, Мушег Ишханович, мастер комплексной бригады, — за архитектуру здания Туркменской государственной библиотеки имени К. Маркса в Ашхабаде (1969—1974)

## 1977
1. Бондарев, Юрий Васильевич — за роман «Берег» (1975)
2. Каноат, Мумин (Каноатов Муминшо) — за поэмы «Голоса Сталинграда» (1972) и «Материнский лик» (1974)
3. Матусовский, Михаил Львович — за стихи последних лет «Берёзовый сок», «Мне вспомнились снова…», «Песня о гудке», «Девушка из Бреста», «Крейсер „Аврора“», «Как вы быстро растёте, мальчики», «В сердце у меня», «Комиссары», «Такая короткая долгая жизнь»
4. Полевой, Вадим Михайлович — за трёхтомную монографию «Искусство Греции» (1970—1975) («Древний мир», «Средние века», «Новое время»)
5. Распутин, Валентин Григорьевич — за повесть «Живи и помни» (1974)
6. Натансон, Георгий Григорьевич и Орлов, Виктор Венедиктович (посмертно), авторы пьесы; Новиков Анатолий Григорьевич, режиссёр; Янковский, Марк Ильич, художник; Голобородько, Александр Александрович, исполнитель роли главного художника театра Барышева; Капитонов, Евгений Павлович, исполнитель роли Рябинина — за спектакль «Они были актёрами» Г. Г. Натансона и В. В. Орлова, поставленный на сцене Крымского ГАРДТ имени А. М. Горького (Симферополь)
7. Боровик, Генрих Авиэзерович, автор пьесы; Гончаров, Андрей Александрович и Ромашин, Анатолий Владимирович, режиссёры; Лазарев, Александр Сергеевич, исполнитель роли Карлоса Бланко; Мизери, Светлана Николаевна, исполнительница роли Марты, — за спектакль «Venceremos!» («Интервью в Буэнос-Айресе»), поставленном на сцене МАДТ имени В. В. Маяковского
8. Гинзбург, Александр Осипович, (посмертно), режиссёр; Ходжаев, Алим Ходжаевич (посмертно), режиссёр и исполнитель роли Акбарбая; Брим, Георгий Робертович, художник; Ишантураева, Сара Абдурахмановна, исполнительница роли; Мухамеджанов, Закир, исполнитель роли В. И. Ленина; Рахимов, Наби, исполнитель роли Урганжи; Турдыев, Амин, исполнитель роли; Ахмедов, Якуб, исполнитель роли Фазылходжи; Азизов, Тургун, исполнитель роли, — за спектакль «Заря революции» К. Яшена, поставленном на сцене УзбГАТД имени Хамзы
9. Александров, Александр Леонардович, автор сценария; Соловьёв Сергей Александрович, режиссёр; Калашников Леонид Иванович, оператор; Борисов, Александр Тимофеевич, художник, — за художественный фильм «Сто дней после детства» (1974) производства киностудии «Мосфильм»
10. Брагинский, Эмиль Вениаминович, автор сценария; Рязанов, Эльдар Александрович, автор сценария и режиссёр; Нахабцев, Владимир Дмитриевич, оператор; Таривердиев, Микаэл Леонович, композитор; Мягков, Андрей Васильевич, исполнитель роли Евгения Михайловича Лукашина; Брыльска, Барбара (Польша), исполнительница роли Надежды Васильевны Шевелёвой, — за телевизионный художественный фильм «Ирония судьбы, или С лёгким паром!» (1975) производства киностудии «Мосфильм»
11. Айтматов, Чингиз Торекулович, автор повести и сценария, Шамшиев, Болотбек Толенович, режиссёр; Мусаев, Манасбек, оператор, — за художественный фильм «Белый пароход» (1975) производства киностудии «Киргизфильм»
12. Леонов, Леонид Максимович, автор сценария; Швейцер Михаил (Моисей) Абрамович, режиссёр; Фатхуллин, Дильшат Зиннатович, оператор; Шенгелия, Леван Александрович, художник; Банионис, Донатас Юозович, исполнитель главной роли; Бабочкин, Борис Андреевич (посмертно), исполнитель роли Сэма Боулдера; Болотова, Жанна Андреевна, исполнительница роли мисс Биттл; Степанова, Ангелина Осиповна, исполнительница роли Шамуэй, Демидова, Алла Сергеевна, исполнительница роли Потаскушки, — за фильм «Бегство мистера Мак-Кинли» (1975) производства киностудии «Мосфильм»
13. Летунов, Юрий Александрович, постановщик; Бодрова, Нонна Викторовна, Кириллов, Игорь Леонидович, дикторы, ведущие; Владеев, Юрий Николаевич и Севрук, Нина Александровна, сценаристы, режиссёры; Любовцев, Виктор Ильич, Белов, Дамир Николаевич, Синицын, Евгений Леонидович, Бестужева (Розен) Светлана Константиновна, комментаторы, авторы телеочерков и репортажей; Кислова, Калерия Венедиктовна, режиссёр; Горемыкин, Вилий Петрович и Довгвилло, Лев Станиславович, операторы, — за художественно-публицистическое освещение общественно-политических событий в ВТП «Время»
14. Григорович, Юрий Николаевич, балетмейстер; Вирсаладзе, Симон Багратович, художник; Жюрайтис, Альгис Марцелович, дирижёр; Бессмертнова, Наталья Игоревна, Семеняка, Людмила Ивановна, исполнительницы партии Валентины; Васильев, Владимир Викторович, Акимов, Борис Борисович, исполнители партии Сергея; Лавровский, Михаил Леонидович, Цивин, Михаил Львович, исполнители партии Виктора, — за балетный спектакль «Ангара» А. Я. Эшпая, поставленный на сцене ГАБТ
15. Лагидзе, Реваз Ильич — за оперу «Лела» (1975)
16. Гнатюк, Дмитрий Михайлович — за концертные программы (1974—1976)
17. Серкебаев, Ермек Бекмухамедович — за концертную программу из произведений советских композиторов
18. Мыльников, Андрей Андреевич — за картину «Прощание» (1975)
19. Заспицкий, Андрей Михайлович, Миско, Иван Якимович, Рыжанков, Николай Алексеевич, скульпторы; Трофимчук, Олег Григорьевич, архитектор, — за памятник советской матери-патриотке в Жодино
20. Никогосян, Николай Багратович, скульптор, (также и за скульптурные портреты современников: писателя Р. В. Заряна, профессора И. И. Китайгородского, хирурга В. А. Загорянской (Фельдман), актёра С. А. Мартинсона); Торосян, Джим Петросович, архитектор, — за памятник А. С. Исаакяну в Ленинакане
21. Жуков, Яков Николаевич, Меламед, Михаил Моисеевич, Четыкин, Денис Леонидович, архитекторы; Успенский, Вячеслав Александрович, инженер-конструктор; Цвирко, Михаил Степанович, инженер-строитель, — за архитектуру комплекса ВАЗ имени 50-летия СССР в Тольятти
22. Коротков, Александр Васильевич, руководитель работы, Вылегжанин, Генрих Михайлович, Левин, Михаил Иванович, Сафонова, Татьяна Николаевна, Симонов, Николай Иванович, Фёдоров, Евгений Борисович (архитектор), Целярицкий, Станислав Серафимович, архитекторы; Смородин, Геннадий Петрович, инженер-конструктор; Дургарян, Егише Асатурович, Ефремов, Ставро Савельевич, Останин, Павел Иванович, строители, — за архитектуру города Шевченко

## 1978
1. Анисимов, Иван Иванович (посмертно), ч.-к. АН СССР, Пузиков, Александр Иванович, Чхиквишвили, Ираклий Иосифович, литературоведы, члены редакционного совета; Любимов, Николай Михайлович, переводчик; Бисти, Дмитрий Спиридонович, Верейский, Орест Георгиевич, художники, — за разработку и осуществление научных принципов издания 200-томной «БВЛ»: текстологический анализ, литературоведческие исследования, художественный перевод и иллюстрации
2. Алексин (Гоберман) Анатолий Георгиевич, — за повести для детей «Третий в пятом ряду» (1977), «Безумная Евдокия» (1978), «Действующие лица и исполнители» (1975), «Позавчера и послезавтра» (1974). (Премия за произведения литературы и искусства для детей)
3. Астафьев, Виктор Петрович — за повесть «Царь-рыба» (1976)
4. Вознесенский, Андрей Андреевич — за книгу стихов «Витражных дел мастер» (1976)
5. Кнебель, Мария Осиповна, — за книгу «Поэзия педагогики»
6. Мулдагалиев, Джубан — за поэмы «Орлиная степь» (1974) и «Сель» (1977)
7. Шергова, Галина Михайловна, Губарев, Владимир Степанович, Егоров, Вилионар Васильевич, Лысенко, Анатолий Григорьевич, Сагалаев, Эдуард Михайлович, Широков, Евгений Петрович, авторы сценариев; Аннапольская, Светлана Ильинична, Белянинов, Станислав Алексеевич, Корвяков, Анатолий Васильевич, Романовский, Игорь Иванович, режиссёры; Каюров, Юрий Иванович, актёр, — за цикл телевизионных документальных фильмов «Наша биография» (1977)
8. Данелия, Георгий Николаевич, режиссёр; Кикабидзе, Вахтанг Константинович, исполнитель роли Валентина Константиновича Мизандари; Мкртчян (Мгер) Фрунзе Мушегович, исполнитель роли Рубена Вартановича Хачикяна, — за художественный фильм «Мимино» (1977) производства киностудии «Мосфильм»
9. Нагорный, Алексей Петрович и Рябов, Гелий Трофимович, авторы сценария; Кохан, Григорий Романович, режиссёр; Гилевич, Феликс Ильич, оператор; Жариков, Евгений Ильич, исполнитель роли Николая Фомича Кондратьева; Гвоздикова, Наталья Фёдоровна, исполнительница роли Марии Ивановны Кондратьевой, — за многосерийный художественный фильм «Рождённая революцией» (1974—1977) производства киностудии имени А. П. Довженко
10. Михалков, Сергей Владимирович, художественный руководитель; Столбов, Александр Аронович, главный режиссёр; Егоров, Юрий Иванович, Киселёв, Сергей Иванович, операторы, — Всесоюзный сатирический киножурнал «Фитиль». Выпуски последних лет
11. Товстоногов, Георгий Александрович, режиссёр; Кочергин, Эдуард Степанович, художник; Борисов Олег (Альберт) Иванович, исполнитель роли Григория Мелехова; Лавров, Кирилл Юрьевич, исполнитель роли Петра Мелехова; Демич, Юрий Александрович, исполнитель роли Михаила Кошевого, — за спектакль «Тихий Дон» М. А. Шолохова, поставленный на сцене ЛБАДТ имени М. Горького (1977)
12. Авдиевский, Анатолий Тимофеевич, художественный руководитель ГАУНХ имени Г. Верёвки, — за концертные программы 1974—1976 годов
13. Беляев, Евгений Михайлович, Сергеев, Алексей Тихонович, солисты ДКААППСА имени А. В. Александрова, — за концертные программы последних лет
14. Волжанский, Владимир Александрович, режиссёр-постановщик и автор сценария, — за цирковой спектакль «Прометей»
15. Ярви Нээме Августович, дирижёр, — за концертные программы (1974—1976)
16. Холминов, Александр Николаевич, композитор, — за произведения последних лет: кантату «Ради жизни на земле» (1975), оперы «Шинель» (1975) и «Коляска» (1975)
17. Грицай, Алексей Михайлович — за цикл пейзажей: «Весенний день на Оке», «Май. Весеннее тепло», «Весенние сумерки. Овраг», «Майский вечер», «Весенняя лунная ночь», «В заросшем парке»
18. Ткачёв, Алексей Петрович, Ткачёв, Сергей Петрович — за картины «Пора сенокосная», «Июньская пора»
19. Мамедов, Токай Габиб оглы — за памятник М. А. Азизбекову в Баку
20. Рябичев, Дмитрий Борисович, скульптор; Кутырев, Евгений Иванович, архитектор; Малютин, Марк Иванович, художник, — за монумент «Борцам революции» в Иваново
21. Вигдергауз, Павел Исаакович, Кушкань, Владимир Петрович, Седак, Игорь Никитович, Цимиданов, Добрыня Михайлович, архитекторы; Девялтовская, Бронислава Францевна, Родионов, Геннадий Петрович, инженеры по озеленению; Миронов, Василий Петрович, Пеклун, Владимир Фёдорович, инженеры-строители, — за ландшафтную архитектуру центра Донецка
22. Орлов, Марк Артурович, руководитель работы; Ранинский, Юлий Владимирович, Косаржевский, Воля Иосифович, архитекторы; Александров, Юрий Владимирович, скульптор; Лепский, Виталий Иосифович, инженер-конструктор; Артюшенко, Григорий Прокофьевич, Брунцев, Валерий Александрович, Морозов, Александр Матвеевич, Черкашин, Евгений Андреевич, инженеры-строители, — за архитектуру главного туристского комплекса в Суздале

## 1979
1. Зильберштейн, Илья Самойлович, — за книгу «Художник-декабрист Николай Бестужев» (2-е издание, 1977)
2. Коптелов, Афанасий Лазаревич — за роман «Точка опоры» (1973—1977)
3. Рождественский, Роберт Иванович — за книгу стихов «Голос города» (1977) и поэму «210 шагов» (1978)
4. Фёдоров, Василий Дмитриевич — за произведения последних лет (лирические стихи и поэмы)
5. Шкловский, Виктор Борисович, — за книгу «Эйзенштейн» (2-е издание, 1973)
6. Баранов, Николай Васильевич, Яралов, Юрий Степанович, руководители работы; Былинкин, Николай Петрович, Воронина, Вероника Леонидовна, Иконников, Андрей Владимирович, Максимов, Пётр Николаевич (посмертно), Маркузон, Владимир Фёдорович, Халпачьян, Оганес Хачатурович, Швидковский, Олег Александрович, авторы разделов, — за «Всеобщую историю архитектуры» в 12 томах
7. Проскурин, Пётр Лукич, автор сценария; Матвеев, Евгений Семёнович, автор сценария, режиссёр и исполнитель роли Захара Тарасовича Дерюгина; Цекавый, Геннадий Степанович (посмертно) и Якушев, Виктор Михайлович, операторы; Валюшок, Семён Алексеевич, художник; Яковлев, Юрий Васильевич, исполнитель роли Тихона Ивановича Брюханова; Заклунная, Валерия Гаврииловна, исполнительница роли Екатерины Тарасовны Брюхановой; Кириенко, Зинаида Михайловна, исполнительница роли Ефросиньи Павловны Дерюгиной; Остроумова, Ольга Михайловна, исполнительница роли Марии Акимовны Поливановой, — за кинодилогию «Любовь земная» (1974) и «Судьба» (1977) производства киностудии «Мосфильм»
8. Иванов, Анатолий Степанович, автор сценария; Краснопольский-Ледов, Владимир Аркадьевич и Усков, Валерий Иванович, режиссёры; Емельянов, Пётр Григорьевич и Минаев, Владимир Иванович, операторы; Маркин, Николай Александрович, художник; Иванов, Николай Николаевич, исполнитель роли Ивана Силантьевича Савельева; Спиридонов, Вадим Семёнович, исполнитель роли Фёдора Силантьевича Савельева; Дегтярёва, Тамара Васильевна, исполнительница роли Агаты Гавриловны Савельевой, Вельяминов, Пётр Сергеевич, исполнитель роли Поликарпа Матвеевича Кружилина; Лапиков, Иван Герасимович, исполнитель роли Панкрата Григорьевича Назарова; Бирюков, Владлен Егорович, исполнитель роли Якова Николаевича Алейникова, — за телевизионный художественный фильм «Вечный зов» (1—12 серии, 1973—1977)
9. Шепитько, Лариса Ефимовна (посмертно), режиссёр; Чухнов, Владимир Иванович (посмертно), оператор, — за режиссуру и операторское решение фильмов последних лет
10. Иванов (Блатов) Анатолий Иванович, автор сценария; Осьминин, Владимир Владимирович, режиссёр, — за телевизионный документальный фильм «Слово об Октябре и мире»
11. Норштейн, Юрий Борисович, режиссёр; Ярбусова, Франческа Альфредовна, художник; Жуковский, Александр Борисович, оператор, — за мультипликационные фильмы «Лиса и заяц» (1973), «Цапля и журавль» (1974), «Ёжик в тумане» (1975) производства студии «Союзмультфильм». (Премия за произведения литературы и искусства для детей)
12. Стуруа, Роберт Робертович, режиссёр; Алекси-Месхишвили, Георгий Владимирович, художник; Чхиквадзе, Рамаз Григорьевич, исполнитель роли Аздака; Гигошвили, Иза Шалвовна, исполнительница роли Грушэ Вачнадзе; Санарадзе, Гурам Георгиевич, исполнитель роли; Лолашвили, Жанри Георгиевич, исполнитель роли; Гаганидзе, Джемал Ермилович, исполнитель роли, — за спектакль «Кавказский меловой круг» Б. Брехта, поставленный на сцене ГрАДТ имени Ш. Руставели
13. Кокарс Имант Александрович, хормейстер, — за концертные программы (1974—1977) народных хоров Латвии «Беверина», «Дзиедонис», «Аве сол»
14. Фрадкин, Марк Григорьевич, композитор, — за песни последних лет («Баллада о спасённом хлебе», «За того парня», «У деревни Крюково», «Там, за облаками», «Увезу тебя я в тундру», «Всегда и снова», «Обещание»)
15. Оганесян, Эдгар Сергеевич, композитор, — за оперу-балет «Давид Сасунский» (1976) и вокально-симфоническую поэму «Слава партии Ленина» (1977)
16. Яблонская, Татьяна Ниловна — за картину «Лён» (1977)
17. Андронов, Николай Иванович, Васнецов, Андрей Владимирович — за мозаику «Человек и печать» в новом здании редакции газеты «Известия»
18. Томский (Гришин) Николай Васильевич — за монумент В. И. Ленина в Ташкенте

## 1980
1. Арбузов, Алексей Николаевич — за пьесы последних лет
2. Хамид Гулям (Гулямов Хамид Убайдуллаевич) — за роман «Бессмертие» (1977)
3. Загребельный, Павел Архипович — за роман «Разгон» (1976)
4. Кеменов, Владимир Семёнович — за книги «Картины Веласкеса», «Веласкес в музеях СССР»
5. Храпченко, Михаил Борисович — за книгу «Художественное творчество, действительность, человек» (1978; 2-е издание)
6. Лапшин, Александр Алексеевич, Тюрин, Рудольф Константинович и Черных, Валентин Константинович, авторы сценария; Сахаров, Алексей Николаевич, автор сценария и режиссёр; Толкачёв, Александр Николаевич; художник; Рыжаков, Валерий Николаевич, исполнитель роли Владимира Петровича Ерошина; Шакуров, Сергей Каюмович, исполнитель роли Степана Сечкина; Романов, Эрнст Иванович, исполнитель роли Сергея Васильевича Игнатьева; Аринбасарова, Наталья Утевлевна, исполнительница роли Камшат Сатаевой; Ногайбаев, Идрис Ногайбаевич, исполнитель роли Кемелова; Ихтымбаев, Нуржуман Байжуманович, исполнитель роли Алихана Мурталиева, — за 4-серийный художественный фильм «Вкус хлеба» (1979) производства киностудий «Мосфильм» и «Казахфильм»
7. Гогоберидзе, Лана Левановна, автор сценария и режиссёр; Ахвледиани, Эрлом Сергеевич и Арсенишвили, Заира Ивановна, авторы сценария; Эркомайшвили, Нугзар Исидорович, оператор; Лебанидзе, Христесий Иванович, художник; Чиаурели (Софико) Софья Михайловна, исполнительница роли журналистки Софико, — за художественный фильм «Несколько интервью по личным вопросам» (1978) производства киностудии «Грузия-фильм»
8. Каверзнев, Александр Александрович, автор сценария и ведущий передачи, — за телевизионный цикл «Наследники Мао» и документальные фильмы «Кубинские портреты», «Весна в Пномпене»
9. Капица, Сергей Петрович, автор и ведущий, Николаев, Лев Николаевич, автор сценариев и выпусков программы, — за телевизионную программу «Очевидное — невероятное» (выпуски последних лет) и научно-популярные фильмы «Объять необъятное», «Живая Вселенная», «Тайна»
10. Коломиец, Алексей Фёдорович, драматург; Оглоблин Владимир Николаевич и Данченко, Сергей Владимирович, режиссёры; Ивченко, Валерий Михайлович, исполнитель роли; Ступка, Богдан Сильвестрович, исполнитель роли, — за спектакли последних лет в КУГАДТ имени И. Я. Франко («Дикий ангел» А. Ф. Коломийца и «Дядя Ваня» А. П. Чехова)
11. Амиров, Фикрет Мешади Джамиль оглы, композитор; Надирова, Неля Мамедовна, балетмейстер; Назим Рзаев, дирижёр; Нариманбеков, Тогрул Фарман оглы, художник; Тамилла Ширалиева, исполнительница партии Шехерезады; Григорьян, Рафаэль Гургенович, исполнитель партии, — за балетный спектакль «Тысяча и одна ночь», Ф. М. Д. Амирова, поставленный на сцене АзГАТОБ имени М. Ф. Ахундова
12. Кабалевский, Дмитрий Борисович — за 4-й концерт для фортепиано с оркестром («Пражский»). (Премия за произведения литературы и искусства для детей)
13. Свиридов Георгий (Юрий) Васильевич — за концерт для хора «Пушкинский венок»
14. Колпакова, Ирина Александровна — за исполнение партий классического и современного репертуара в балетных спектаклях последних лет в ЛАТОБ имени С. М. Кирова
15. Соанс, Яак Георгиевич, скульптор; Лууп, Рейн Энделевич, архитектор, — за памятник А. Х. Таммсааре в Таллине
16. Беляева, Татьяна Ивановна, Линков, Александр Айзикович, архитекторы; Жилицкая, Цецилия Самуиловна, инженер-конструктор; Желудковский, Викентий Александрович, инженер-строитель, — за архитектуру комплекса лагеря-пансионата «Чайка» в Алуште
17. Бергельсон, Аркадий Борисович, Гаврилов, Георгий Иванович, Коркина, Валентина Ильинична, Посохин, Михаил Васильевич, архитекторы; Дыховичный, Юрий Абрамович, Краюшкин, Игорь Иванович, инженеры-конструкторы; Промыслов, Владимир Фёдорович, инженер, предисполкома МГСНД; Коханенко, Михаил Павлович, инженер-строитель; Солозобов, Владимир Андреевич, бригадир комплексной бригады, — за архитектуру южной части района Тропарёво в Москве
18. Эльдаров, Омар Гасанович, скульптор; Агаронов, Александр Петрович, Каримов, Рустам Джалолитдинович, архитекторы, — за памятник-ансамбль С. Айни в Душанбе

## 1981
1. Белов, Василий Иванович — за произведения последних лет из книги «Повести и рассказы»
2. Дудин, Михаил Александрович — за циклы стихов «Седое сердце», «Дерево для аиста», «Полярный круг», «Западный берег», «Забытая тетрадь»
3. Озеров, Виталий Михайлович — за книги «Коммунист наших дней в жизни и литературе» (2-е издание) и «Тревоги мира в сердце писателя. О друзьях и врагах культуры» (2-е издание)
4. Панченко, Пимен Емельянович, — за стихотворный сборник «Где ночует жаворонок» (1979)
5. Меньшов, Владимир Валентинович, режиссёр; Слабневич, Игорь Михайлович, оператор; Меняльщиков, Саид Джиганович, художник; Алентова, Вера Валентиновна, исполнительница роли Катерины Александровны Тихомировой, Муравьёва, Ирина Вадимовна, исполнительница роли Людмилы Ивановны; Рязанова, Раиса Ивановна, исполнительница роли Антонины; Баталов, Алексей Владимирович, исполнитель роли Георгия Ивановича Скокова, — за художественный фильм «Москва слезам не верит» (1979) производства киностудии «Мосфильм»
6. Амирэджиби Чабуа (Мзечабук) Ираклиевич, автор сценария; Габескирия Гизо (Гурам) Шалвович и Лордкипанидзе, Григорий Давидович, режиссёры; Намгалашвили, Леван Нафталович, оператор; Хуцишвили, Кахи Иосифович, художник; Мегвинетухуцеси, Отар Вахтангович, исполнитель роли Даты Туташхия; Арчвадзе, Тенгиз Григорьевич, исполнитель роли Мушни Зарандия; Ярвет, Юри Евгеньевич, исполнитель роли графа Сегеди, — за многосерийный художественный фильм «Берега» (1977) производства киностудии «Грузия-фильм»
7. Ибрагимбеков, Рустам Мамед Ибрагим оглы, автор сценария; Оджагов, Расим Миркасум оглы, режиссёр; Камбаров, Рафаил Алиевич, оператор; Багиров, Фикрет Багир оглы, художник; Калягин, Александр Александрович, исполнитель роли Сейфи Ганиева, Мамедов, Гасан (Абдулгасан) Агамамед оглы, исполнитель роли Мурада, Мамедова Шафига Гашимовна, исполнительница роли Гюли, — за художественный фильм «Допрос» (1979) производства киностудии «Азербайджанфильм»
8. Каюмов, Малик Каюмович, сценарист и режиссёр; Сейфуль-Мулюков, Фарид Мустафьевич и Бовин, Александр Евгеньевич, сценаристы; Надыров, Турды Надырович, Мансуров, Шухрат Мансурович, Громов, Аркадий Константинович, операторы — за документально-публицистические кино- и телефильмы «Земельная реформа», «Афганистан. Революция продолжается», «Два дня в апреле. Репортаж о революции», «Афганистан. Жаркая зима»
9. Капланян Грачья Никитович, Софронов, Евгений Иванович, художник; Абрамян, Хорен Бабкенович, исполнитель главной роли; Манукян, Мамикон Акопович, исполнитель роли; Назаретян, Хачик Акопович, исполнитель роли; Оганесян, Люся Ивановна, исполнительница роли, — за спектакль «Кориолан» Шекспира, поставленный на сцене АрмГАДТ имени Г. С. Сундукяна
10. Симонов, Евгений Рубенович — за режиссёрские работы последних лет МГАДТ имени Е. Б. Вахтангова
11. Максимова, Екатерина Сергеевна — за исполнение партий в балетных спектаклях и телефильмах последних лет
12. Мирошниченко, Евгения Семёновна — за исполнение партий Лючии и Йолан в оперных спектаклях «Лючия ди Ламмермур» Г. Доницетти и «Милана» Г. И. Майбороды, поставленных на сцене КУГАТОБ имени Т. Г. Шевченко, и концертные программы последних лет
13. Штоколов, Борис Тимофеевич — за концертные программы последних лет
14. Шаинский, Владимир Яковлевич, композитор, — за песни последних лет для детей и юношества
15. Вервените-Люгойлене, София Мотеюс, Баните, Ангелина Повиловна, Дашкова, Наталия Михайловна, художники, — за монументальную роспись «Наш край» в конференц-зале Литовского НИИЭСХ в Вильнюсе
16. Комов, Олег Константинович, скульптор; Комова, Нина Ивановна, архитектор, — за памятник А. Г. Венецианову в Вышнем Волочке
17. Лоов, Ээр Аво-Химм Оттович, Райд, Антс Карл-Эдуардович, Сепманн, Хенно Аугустович, Янес, Пеэп Атсович, архитекторы; Кривов, Александр Кондратьевич, Уустал Эйдо Георгиевич, инженеры-конструкторы; Квелл, Рейн Вольдемарович, Саул, Бруно Эдуардович, Таммар, Энн Антсович, инженеры-строители, — за архитектуру Центра парусного спорта в Таллине
18. Стамо, Евгений Николаевич, руководитель работы, Кедреновский, Олег Георгиевич, Миронов, Геннадий Николаевич, Нестеров, Вениамин Александрович, архитекторы; Замков, Владимир Константинович, Тальберг, Борис Александрович, художники-монументалисты; Костенко, Владимир Степанович, инженер-конструктор; Асташов, Михаил Иванович, Делов, Владимир Яковлевич, инженеры-строители, — за архитектуру Олимпийской деревни в Москве

## 1982
1. Бакланов (Фридман) Григорий Яковлевич, — за повесть «Навеки — девятнадцатилетние» (1979)
2. Вациетис, Ояр Оттович — за циклы стихов «Прости меня, Родина», «Хочу я быть правильно понятым», «Вера в утро» и поэмы «Экскурсия по лесу фон Вульфа», «Фортепианный концерт»
3. Гончар (Олесь) Александр Терентьевич — за роман «Твоя заря» (1980)
4. Закруткин, Виталий Александрович — за роман «Сотворение мира» (1955—1975)
5. Новиков Василий Васильевич — за книгу «Движение истории — движение литературы» (1979). Панкин, Борис Дмитриевич, критик, — за книгу «Строгая литература»
6. Чивилихин, Владимир Алексеевич — за роман-эссе «Память» (1-я книга, 1978)
7. Озеров, Юрий Николаевич, Рычков Борис Николаевич, авторы сценария и режиссёры; Хитрук, Фёдор Савельевич, режиссёр-мультипликации; Олоновский, Николай Владимирович и Максимов, Лев Алексеевич, операторы; Пахмутова, Александра Николаевна, композитор; Добронравов, Николай Николаевич, автор текста фильма и текста песен; Озеров Николай Николаевич, автор текста фильма и комментатор, — за художественно-документальный фильм «О спорт, ты — мир!» (1981) производства киностудии «Мосфильм»
8. Велтистов, Евгений Серафимович, автор сценария; Бромберг, Константин Леонидович, режиссёр; Апрятин, Константин Викторович и Полынников, Александр Николаевич, операторы; Лыков, Владимир Михайлович, художник; Крылатов, Евгений Павлович, композитор, — за телевизионный художественный фильм «Приключения Электроника» (1979) производства Одесской киностудии. (Премия за произведения литературы и искусства для детей)
9. Р. Н. Викторов (режиссёр), А. Н. Рыбин (оператор), К. И. Загорский (художник), Р. А. Качанов (режиссёр мультипликации), Н. В. Орлова (художник мультипликации), Кир Булычев (автор сценария) — за художественный фильм «Через тернии к звёздам» (1980) производства ЦКДЮФ имени М. Горького и мультипликационный фильм «Тайна третьей планеты» (1981) производства студии «Союзмультфильм».
10. Игнатьев, Михаил Борисович, Клауз, Леонид Павлович, авторы сценария; Волков Леонид Михайлович, режиссёр; Голубев, Евгений Михайлович, оператор, — за научно-популярный фильм «Человек и робот» (1980)
11. Зубков, Георгий Иванович, автор сценариев и ведущий, — за телевизионный документальный фильм «Париж. Почему Маяковский ?.» и телепередачи «Парижские вечера», «СССР — Франция: маршрутами дружбы и сотрудничества»
12. Кариева, Бернара Рахимовна — за исполнение главной партии в балетном спектакле «Анна Каренина» Р. К. Щедрина и партий в балетных спектаклях «Незнакомка», «Отравленная жизнь», «Элегия», поставленных на сцене БУзбГАТОБ имени А. Навои
13. Минин, Владимир Николаевич, художественный руководитель МГАКХ, — за концертные программы 1978—1981 годов
14. Плятт, Ростислав Янович — за исполнение ролей в спектаклях последних лет в МАДТ имени Моссовета
15. Френкель, Ян Абрамович — за песни последних лет
16. Орехов, Юрий Григорьевич, Орехов, Юрий Юрьевич, скульпторы; Петербуржцев, Валентин Алексеевич, Степанов, Александр Владимирович, архитекторы, — за памятник Н. С. Лескову в Орле
17. Амашукели, Элгуджа Давидович, скульптор; Давитая, Вахтанг Владимирович, архитектор, — за монумент Победы в Гори и мемориал Славы героям-морякам в Поти
18. Великанов, Александр Александрович, Красильников, Владилен Дмитриевич, Скегин, Александр Михайлович, архитекторы; Бурганов, Александр Николаевич, Клыков, Вячеслав Михайлович, скульпторы, — за архитектуру МГАДМТ имени Н. И. Сац (Премия за произведения литературы и искусства для детей)
19. Бурдин, Дмитрий Иванович (посмертно), Климов, Владимир Александрович, Рабаев, Юрий Романович, архитекторы; Швехман, Марк Николаевич, инженер-конструктор; Абуков, Алексей Хуршудович, технолог; Церетели, Зураб Константинович, художник-монументалист; Свердлин, Наум Владимирович, Щелкунов, Виктор Петрович, инженеры-строители, — за архитектуру гостиничного комплекса «Измайлово» в Москве
20. Павлов, Марк Павлович, Капанов, Адамбек Кадырбекович, Монтахаев, Калдыбай Жумагалиевич, Сейдалин, Рустем Аббасович, Туманян, Юрий Богданович, архитекторы; Нурмаков, Камиль Курмангалиевич, Статенин, Андрей Григорьевич, Койшибаев, Несипбай, строители, — за архитектуру комплекса зданий Новой площади в Алма-Ате

## 1983
1. Айтматов, Чингиз Торекулович — за роман «И дольше века длится день» («Буранный полустанок») (1980)
2. Бондарев, Юрий Васильевич — за роман «Выбор» (1980)
3. Драч, Иван Фёдорович — за сборник лирических стихов «Зелёные врата» (1980)
4. Преловский, Анатолий Васильевич — за свод поэм «Вековая дорога»: «Насыпь», «Станция», «Заповедник», «Выстрел», «Борозда», «Сибиряне»
5. Соколов Владимир Николаевич — за стихотворный сборник (стихи и поэма) «Сюжет» (1980)
6. Стаднюк, Иван Фотиевич — за роман «Война» (1970—1974)
7. Чаковский, Александр Борисович — за роман «Победа» (1978—1981)
8. Фридлендер, Георгий Михайлович — за книгу «Достоевский и мировая литература»
9. Габрилович, Евгений Иосифович, автор сценария; Юткевич, Сергей Иосифович, автор сценария и режиссёр; Немоляев, Николай Владимирович, оператор; Кусакова, Людмила Михайловна, художник; Каюров, Юрий Иванович, исполнитель роли В. И. Ленина, — за художественный фильм «Ленин в Париже» (1981) производства киностудии «Мосфильм»
10. Руднев, Олег Александрович и Василиу, Дмитрий Георгиевич, авторы сценария; Бренч, Алоиз Алоизович, режиссёр; Мурниекс, Янис Николаевич, оператор; Балодин, Гунар Теодорович, художник; Киселюс, Юозас Юозович, исполнитель роли Артура Банги; Озолиня, Лилита Арвидовна, исполнительница роли Марты; Павулс, Эдуард Карлович, исполнитель роли Якоба Озолса, — за многосерийный художественный фильм «Долгая дорога в дюнах» (1980—1981) производства Рижской киностудии
11. Райзман, Юлий Яковлевич, режиссёр; Лапшина, Татьяна Александровна, художник; Ульянов, Михаил Александрович, исполнитель роли Сергея Никитича Абрикосова; Саввина, Ия Сергеевна, исполнительница роли Натальи Ильиничны, — за художественный фильм «Частная жизнь» (1982) производства киностудии «Мосфильм»
12. Григорьев, Юрий Валентинович и Григорьева, Ренита Андреевна, авторы сценария и режиссёры; Пучков Николай Георгиевич, оператор; Анфилова, Галина Александровна, художник; Чекалов, Павел Владимирович, композитор; Зайцева, Людмила Васильевна, исполнительница роли Марии Сергеевны Поповой, — за художественный фильм «Праздники детства» (1981) производства ЦКДЮФ имени М. Горького. (Премия за произведения литературы и искусства для детей)
13. Шишлин, Николай Владимирович, автор сценария; Литвяков, Михаил Сергеевич, режиссёр; Николаев, Юрий Павлович, оператор, — за документальный фильм «Мы не сдаёмся, мы идём» (1982) производства ЛСДФ
14. Шатров (Маршак) Михаил Филиппович, драматург; Ефремов, Олег Николаевич, режиссёр; Калягин, Александр Александрович, исполнитель роли В. И. Ленина, — за спектакль «Так победим !» (1982), поставленный на сцене МХАТ имени М. Горького
15. Светланов, Евгений Фёдорович — за концертные программы (1979—1982)
16. Чичков, Юрий Михайлович — за песни последних лет. (Премия за произведения литературы и искусства для детей)
17. Пальм Мати-Иоханес Эдуардович, певец, — за концертные программы (1980—1982)
18. Кандарели, Гиви Луарсабович — за серию гобеленов «Моя Родина»: «Алванские колхозницы», «Хлеб наш насущный», «Баллада о Пиросманишвили», «Мир в надёжных руках»
19. Моисеенко, Евсей Евсеевич — за серию картин «Память»: «Из детства», «Ветераны», «Песня», «Память», «Август»
20. Насвитис Альгимантас Казимерович, Насвитис Витаутас Казимерович, архитекторы; Марозене, Янина Игновна, инженер-конструктор; Вапшис, Альгирдас Пятрович, инженер-строитель, — за архитектуру ЛитГАТД в Вильнюсе
21. Ниринберг, Павел Рафаилович, Розанов Николай Петрович, Хавкин, Оскар Григорьевич, Яшунский, Евгений Борисович, архитекторы; Воловик, Анатолий Петрович, Гудзь, Виктор Корнеевич, инженеры-строители, — за архитектуру жилого массива «Победа» в Днепропетровске

## 1984
1. Алексеев Сергей Петрович — за книгу «Богатырские фамилии» (1978). (Премия за произведения литературы и искусства для детей)
2. Вагабзаде (Вагабов) Бахтияр Махмуд оглы — за новые стихи и поэмы из книги «На одном корабле» (1983)
3. Евтушенко (Гангнус) Евгений Александрович — за поэму «Мама и нейтронная бомба» (1982)
4. Матевосян, Грант Игнатьевич — за книгу повестей и рассказов «Твой род» (1982)
5. Нишнианидзе (Магамейшвили) Шота Георгиевич — за новые стихи из книги «Избранное»
6. Бондарчук, Сергей Фёдорович, режиссёр, — за кинодилогию «Красные колокола» (1982) («Мексика в огне» и «Я видел рождение нового мира») совместного производства «Мосфильм» и «Ленфильм»
7. Туров, Виктор Тимофеевич, автор сценария и режиссёр; Зайцев, Дмитрий Евгеньевич, оператор; Игнатьев, Евгений Алексеевич, художник; Янченко, Олег Григорьевич, композитор; Борзова, Елена Николаевна, исполнительница роли Ганны; Гарбук, Геннадий Михайлович, исполнитель роли Чернушки; Горобец, Юрий Васильевич, исполнитель роли Глушака, — за фильм «Люди на болоте» (1981) производства киностудии «Беларусьфильм»
8. Ишмухамедов, Эльёр Мухитдинович, автор сценария и режиссёр; Агишев, Одельша Александрович, автор сценария; Логинова, Татьяна Дмитриевна, оператор; Мухамеджанов, Ато Самуидинович, исполнитель роли Эмира, — за художественный фильм «Юность гения» (1982) совместного производства киностудий «Узбекфильм» и «Таджикфильм»
9. Сапаров, Усман Сапарович, автор сценария и режиссёр; Сеидов, Язгельды, режиссёр; Шамухамедов, Нурягды, оператор; Гусейнов, Гусейн Гусейн-Алиевич, художник; Халмамедов, Нуры, композитор;, Довлетов, Ата, исполнитель роли, — за художественный фильм «Мужское воспитание» (1982) производства киностудии «Туркменфильм». (Премия за произведения литературы и искусства для детей)
10. Беляев, Игорь Константинович, режиссёр; Яковлев, Ефим Анатольевич, оператор; Катаев, Илья Евгеньевич, композитор, — за документальный телевизионный фильм «Егор Иванович» (1983) и фильмы последних лет из телецикла «Деревенские повести» (1981) производства ТО «Экран» ЦТ
11. Агамирзян, Рубен Сергеевич, режиссёр; Кочергин, Эдуард Степанович, художник; Ландграф, Станислав Николаевич, исполнитель роли Бориса Фёдоровича Годунова; Храбров, Михаил Сергеевич, исполнитель роли Иоанна Васильевича Грозного; Особик, Владимир Васильевич, исполнитель роли Фёдора Иоанновича, — за драматическую трилогию А. К. Толстого «Смерть Иоанна Грозного», „Царь Фёдор Иоаннович“, „Царь Борис“, поставленную на сцене ЛАДТ имени В. Ф. Комиссаржевской
12. Гончаров, Андрей Александрович, режиссёр; Салынский, Афанасий Дмитриевич, автор пьесы; Фатюшин, Александр Константинович, исполнитель роли Владимира Лютова и Шилова; Гундарева, Наталья Георгиевна, исполнительница ролей Садофьевой и Катерины Львовны Измайловой; Симонова, Евгения Павловна, исполнительница ролей ролей Лидии Варравки и Батюниной, — за спектакли последних лет: „Жизнь Клима Самгина“ М. Горького, „Молва“ А. Д. Салынского и „Леди Макбет Мценского уезда“ Н. С. Лескова, поставленные на сцене МАДТ имени В. В. Маяковского
13. Дога, Евгений Дмитриевич — за музыку балета „Лучафэрул“ (1973), музыку к кинофильмам и песни последних лет
14. Колмановский, Эдуард Савельевич — за песни последних лет
15. Богачёва, Ирина Петровна — за концертные программы (1981—1983)
16. Кобзон, Иосиф Давыдович — за концертные программы (1980—1983)
17. Джалалов, Баходир Фазлетдинович — за монументальные росписи „Сбор урожая“ в клубе насосной станции в Талимарджане и „Рождение танца“ в концертном зале „Бахор“ в Ташкенте
18. Сидоров, Валентин Михайлович — за цикл пейзажей „Дорогами детства“: „Моя школа“, „Утро на Подоле“, „Берёзовый ветер“, „Прятки“, „Откуда берётся речка Дубровка“
19. Скулме Джемма Отовна — за живописный триптих „Песня“ („Сто лет назад“, „Молния небо взрезает“, „Песня“) и картины „Нити“, „Поколения“
20. Карп, Райне Эвальдович, руководитель работы, Алтмяэ, Рийна Каареловна, Сирп, Юло Карлович, архитекторы; Кудд, Аго-Аллан Фердинандович, инженер; Нурмет, Гуннар Александрович, инженер-конструктор; Жуковцов, Владимир Леонтьевич, Палу, Пээтер Карлович, инженеры-строители, — за архитектуру ДКС имени В. И. Ленина в Таллине
21. Сохин, Виталий Антонович, руководитель проекта, архитектор; Нелипа, Александр Дмитриевич, инженер-конструктор; Федорович, Александр Иосифович, инженер-строитель, — за архитектуру Морского вокзала в Ленинграде

## 1985
1. Бердников, Георгий Петрович, ч.-к. АН СССР, — за книгу „А. П. Чехов. Идейные и творческие искания“ (1984, 3-е издание)
2. Ваншенкин, Константин Яковлевич — за книгу стихов „Жизнь человека“ (1980)
3. Дементьев, Андрей Дмитриевич — за книгу стихов „Азарт“ (1983)
4. Коротич, Виталий Алексеевич — за роман „Лицо ненависти“ (1983)
5. Овчинников, Всеволод Владимирович — за книги „Сакура и дуб“, „Горячий пепел“. (Премия за произведения художественной публицистики)
6. Алов (Лапскер) Александр Александрович (посмертно), Наумов, Владимир Наумович, авторы сценария и режиссёры; Железняков, Валентин Николаевич, оператор; Черняев, Евгений Александрович, художник; Венгеровский, Борис Владимирович, звукооператор; Щербаков, Борис Васильевич, исполнитель роли Вадима Никитина; Белохвостикова, Наталия Николаевна, исполнительница роли Эммы Герберт, Гостюхин, Владимир Васильевич, исполнитель роли Петра Меженина, — за художественный фильм „Берег“ (1983) производства киностудии „Мосфильм“
7. Дашук, Виктор Никифорович, режиссёр, — за циклы документальных фильмов „Я из убитой деревни“ и „У войны не женское лицо“ производства киностудии „Беларусьфильм“
8. Клепиков Юрий Николаевич, автор сценария, Асанова, Динара Кулдашевна (посмертно), режиссёр; Векслер, Юрий Абрамович, оператор; Приёмыхов, Валерий Михайлович, исполнитель роли Павла Васильевича Антонова, — за художественный фильм „Пацаны“ (1983) производства киностудии „Ленфильм“. (Премия за произведения литературы и искусства для детей)
9. Хайт, Аркадий Иосифович, автор сценариев; Резников, Анатолий Израилевич, режиссёр; Назарук, Вячеслав Михайлович, художник, — за цикл мультипликационных телефильмов „Приключения кота Леопольда“ производства ТО „Экран“ ЦТ. (Премия за произведения литературы и искусства для детей)
10. Чейшвили, Резо Бенедиктович, автор сценария; Шенгелая, Эльдар Николаевич, режиссёр; Пааташвили, Леван Георгиевич, оператор; Цхакая, Борис Кириллович, художник; Такайшвили, Сесилия Дмитриевна (посмертно), исполнительница роли Тамары; Кахниашвили, Василий Ильич, исполнитель роли Васо; Гиоргобиани, Рамаз Дутуевич, исполнитель роли Сосо; Сакварелидзе, Иван Николаевич, исполнитель роли Маркшейдера, — за художественный фильм „Голубые горы, или Неправдоподобная история“ (1983) производства киностудии „Грузия-фильм“
11. Яковлев, Юрий Яковлевич, автор сценария; Бочаров, Эдуард Никандрович, режиссёр; Шумский, Вячеслав Михайлович, оператор, — за художественный фильм „Семеро солдатиков“ производства ЦКДЮФ имени М. Горького. (Премия за произведения литературы и искусства для детей)
12. Дударев, Алексей Ануфриевич, автор пьесы; Раевский, Валерий Николаевич, режиссёр; Герлован, Борис Федосеевич, художник; Денисов Александр Петрович, исполнитель роли старшины Дугина; Филатов Валерий Николаевич, исполнитель роли; Минаев, Виктор Сергеевич, исполнитель роли, — за спектакль „Рядовые“ А. А. Дударева, поставленный на сцене БелДТ имени Я. Купалы
13. Тазетдинов, Ринат Арифзянович — за исполнение ролей Мусы Джалиля, Ильфата Биккинина, Юлия Капитоновича Карандышева в спектаклях „У совести вариантов нет“, „Здесь родились, здесь возмужали…“, Т. Миннулина, „Бесприданница“ А. Н. Островского в Татарском ГАДТ имени Г. Камала
14. Темирканов, Юрий Хатуевич, музыкальный руководитель постановки, дирижёр и режиссёр; Иванов, Игорь Алексеевич, художник; Шевченко, Лариса Андреевна, исполнительница партии Лариной; Новикова, Татьяна Васильевна, исполнительница партии Татьяны; Лейферкус, Сергей Петрович, исполнитель заглавной партии; Марусин, Юрий Михайлович, исполнитель партии Ленского; Охотников, Николай Петрович, исполнитель партии Гремина, — за оперный спектакль „Евгений Онегин“ П. И. Чайковского, поставленный на сцене ЛАТОБ имени С. М. Кирова
15. Гаврилин, Валерий Александрович — за хоровую симфонию-действо „Перезвоны“
16. Минжилкиев, Булат Абдуллаевич — за концертные программы (1981—1984)
17. Моисеев, Игорь Александрович — за новые программы (1983—1984) ГААНТ СССР
18. Оссовский, Пётр Павлович — за цикл картин „Золотой кремлёвский холм“, „Века проходят над Кремлём“, „Солнце над Красной площадью“, „Дворцовая площадь“
19. Угаров, Борис Сергеевич — за картину „Возрождение“ (1980)
20. Амбразюнас, Альфонсас-Винцетас Ионович, скульптор; Баравикас Гедиминас Вацлович, Виелюс, Витаутас-Альфонсас Казимерович, архитекторы; Моркунас, Казимерас Йоно, художник, — за мемориальный комплекс IX форта в Каунасе
21. Карпов, Александр Петрович, Панфиль, Анатолий Семёнович, Судариков, Эдуард Павлович, Тюленин, Герман Александрович, архитекторы; Левенштейн, Ассир Абрамович, Шубин, Борис Фёдорович, инженеры-конструкторы; Лыков, Геннадий Дмитриевич, инженер-строитель, — за архитектуру научного центра и жилого района Сибирского отделения ВАСХНИЛ (под Новосибирском)
22. Комаровский, Александр Владимирович, руководитель работы, Кульчицкий, Генрих Станиславович, Шарапов, Вадим Михайлович, Зыбин, Александр Павлович, архитекторы; Коваль, Вадим Сергеевич, Лотоцкий, Юрий Иванович, инженеры-конструкторы; Прус, Владимир Карпович, строитель, — за архитектуру площади Октябрьской революции в Киеве
23. Вандалковский, Евгений Владимирович, автор сценария и режиссёр театрализованного представления „Мир победит войну!“; Генкин, Дмитрий Михайлович, автор сценария, Годенко, Михаил Семёнович, гл. балетмейстер, Михайлов, Александр Георгиевич, гл. дирижёр, Немчик, Лев Вениаминович, гл. режиссёр художественного фона, Петров Борис Николаевич, автор сценария и гл. режиссёр праздников открытия и закрытия; Григорович, Юрий Николаевич, постановщик выступления классического балета на празднике закрытия программ Международного парка искусств; Губанов, Василий Алексеевич, гл. режиссёр по спорту праздников открытия, закрытия и гала-концертов делегации СССР; Карпенко, Леонид Иванович, автор сценария и гл. режиссёр-постановщик гала-концерта делегации СССР; Лактионов, Николай Фёдорович, гл. режиссёр-постановщик программы „В волшебном мире балета“ Международного парка искусств; Михайлов, Николай Михайлович, гл. дирижёр сводного духового оркестра праздников открытия, закрытия и представления „Мир победит войну!“; Силин, Анатолий Дмитриевич, гл. режиссёр культурной программы фестиваля, автор сценария представлений „Мир победит войну!“, „Слава труду!“, „Европа — наш общий дом !“; Триадский, Владимир Александрович, гл. режиссёр-постановщик детской программы, — за создание художественно-спортивных программ XII ВФМС

## 1986
1. Бархин, Михаил Григорьевич — за книги „Архитектура и город“, „Архитектура и человек“
2. Боровик, Генрих Авиэзерович — за книгу „Пролог“ (1984) (Премия за произведения художественной публицистики)
3. Каипбергенов, Тулепберген — за трилогию „Дастан о каракалпаках“ (1968—1976): „Сказание о Маман-Бии“, „Неприкаянные“, „Непонятные“
4. Карпов, Владимир Васильевич — за повесть „Полководец“ (1984)
5. Межиров, Александр Петрович — за книгу „Проза в стихах“ (1982)
6. Быков Роланд Анатольевич, автор сценария и режиссёр; Железников, Владимир Карпович, автор сценария; Мукасей, Анатолий Михайлович, оператор, — за художественный фильм „Чучело“ (1983) производства киностудии „Мосфильм“
7. Григорьев, Евгений Александрович и Никич-Криличевский, Оскар Анатольевич, авторы сценария; Никифоров, Вячеслав Александрович, режиссёр; Суханова, Анастасия Александровна и Спорышков, Владимир Петрович, операторы; Дементьев, Владимир Андреевич, художник, Богин, Владимир Георгиевич, исполнитель роли Евгения Васильевича Базарова; Самойлов, Владимир Яковлевич, исполнитель роли Василия Ивановича Базарова, — за телевизионный художественный фильм „Отцы и дети“ (1983) производства киностудии „Беларусьфильм“
8. Зимянин, Владимир Михайлович, автор сценария; Альдохин, Юрий Николаевич и Бенегал Шиам (Индия), авторы сценария и режиссёры; Орозалиев, Константин Керимович и Митрот Шуброто (Индия), операторы, — за документально-публицистический фильм „Неру“ совместного производства киностудии „Центрнаучфильм“ и индийской студии „Филмз-Дивижн“
9. Кармалита, Светлана Игоревна, автор сценария; Аранович, Семён Давидович, режиссёр; Ильин Владимир Васильевич, оператор; Каплан, Исаак Менделевич, художник; Нахапетов, Родин Рафаилович, исполнитель роли старшего лейтенанта Белоброва, — за художественный фильм „Торпедоносцы“ (1983) производства киностудии „Ленфильм“
10. Трошкин, Владлен Павлович, автор сценария и режиссёр; Николаев, Лев Николаевич, автор сценария; Дурандин, Виктор Фёдорович, Григорьев, Николай Сергеевич, Черкасов, Сергей Васильевич, Горбунов, Владимир Никифорович (посмертно), операторы; Дорфман, Владимир Дмитриевич, звукооператор, — за цикл документальных фильмов „Кинолетопись БАМа“, производства ЦСДФ
11. Борисов, Андрей Саввич, режиссёр и автор инсценировки; Сотников, Геннадий Петрович, художник; Федотов, Симон Петрович, исполнитель роли; Степанов, Ефим Николаевич, исполнитель ролей Кириска и Органа; Васильев, Герасим Семёнович, исполнитель роли, — за спектакль „Желанный голубой берег мой“ по Ч. Т. Айтматову, поставленный на сцене Якутского ГАДТ имени П. А. Ойунского
12. Додин, Лев Абрамович, режиссёр и автор инсценировки; Акимова, Наталья Валентиновна, исполнительница роли Лизаветы; Бехтерев, Сергей Станиславович, исполнитель ролей Григория Пряслина и Гаврилы Андреевича Ганичева; Лавров, Николай Григорьевич, исполнитель роли Михаила Пряслина; Быкова-Пижель, Вера Прокопьевна, исполнительница роли Пелагеи Лобановой; Семак, Пётр Михайлович, исполнитель роли Михаила Пряслина; Шестакова, Татьяна Борисовна, исполнительница ролей Лизаветы и Анфисы, — за спектакли „Дом“ и „Братья и сёстры“ Ф. А. Абрамова, поставленные на сцене ЛГМДТ
13. Монастырский, Пётр Львович — за постановку спектаклей последних лет „Ревизор“ Н. В. Гоголя и „Чайка“ А. П. Чехова в Куйбышевском ГАТД имени М. Горького
14. Насидзе, Сулхан Иванович, композитор, — за концерт для скрипки, виолончели и камерного оркестра
15. Квартет имени А. П. Бородина в составе: Абраменков, Андрей Федотович, скрипач; Копельман, Михаил Самуилович, скрипач; Шебалин, Дмитрий Виссарионович, альтист; Берлинский, Валентин Александрович, виолончелист, — за концертные программы 1982—1983 годов
16. Крайнев, Владимир Всеволодович, пианист, — за концертные программы 1983—1985 годов
17. Башмет, Юрий Абрамович, альтист, — за концертные программы 1982—1985 годов
18. Акопян, Акоп Тигранович — за цикл картин: „Моя родина“: „Весна в саду“, „Дорога и деревья“, „Отлогое поле“; „Натюрморт. В мастерской“, „Мирный день“, „Армянский пейзаж“
19. Стамов, Василий Гаврилович — за произведения станковой скульптуры „Покой“, „Тревога“, „Торс“, „Хлеб“
20. Порт, Март Янович, руководитель работы, Меелак, Малле Яановна, Лутс, Калью Яанович, Пылдме, Инесса Васильевна, архитекторы, — за архитектуру жилого района Вяйке-Ыйсмяэ в Таллине

## 1987
1. Бурсов, Борис Иванович — за книгу „Судьба Пушкина“
2. Винокуров, Евгений Михайлович — за книги стихов „Бытие“ (1982) и „Ипостась“ (1984)
3. Давыдов, Юрий Владимирович — за роман „Соломенная сторожка (Две связки писем)“ (1986)
4. Мушкетик, Юрий Михайлович — за роман „Рубеж“ (1986)
5. Распутин, Валентин Григорьевич — за повесть „Пожар“ (1985)
6. Шкляревский, Игорь Иванович — за книгу стихов и поэм „Слушаю небо и землю“ (1985)
7. Высоцкий, Владимир Семёнович (посмертно), — за создание образа Жеглова в телесериале „Место встречи изменить нельзя“ (1979) производства Одесской киностудии и авторское исполнение песен
8. Мережко, Виктор Иванович, автор сценария, Балаян, Роман Гургенович, режиссёр, Калюта, Вилен Александрович, оператор, Янковский, Олег Иванович, исполнитель роли Сергея Макарова, — за художественный фильм „Полёты во сне и наяву“ (1982) производства Киностудии имени А. П. Довженко
9. Уралов, Олег Владимирович, автор сценария и режиссёр, Иванов, Вячеслав Анатольевич, звукооператор, Фрейлих, Семён Израилевич, автор сценария, Цинеман, Аркадий Львович, режиссёр, Згуриди, Олег Александрович, оператор, — за документально-биографические фильмы „Ю. В. Андропов. Страницы жизни“ производства ЦСДФ и „Михаил Ромм. Исповедь кинорежиссёра“ производства студии „Центрнаучфильм“. (Премия за произведения художественной публицистики)
10. Шептунова, Марина Игоревна, автор сценария, Лайус, Лейда Рихардовна, режиссёр, Ихо, Арво Эйнович, режиссёр и оператор, — за художественный фильм „Игры для детей школьного возраста“ (1985) производства киностудии „Таллинфильм“. (Премия за произведения литературы и искусства для детей)
11. Захаров, Марк Анатольевич — за постановку спектаклей „Юнона и Авось“ А. А. Вознесенского и „Диктатура совести“ М. Ф. Шатрова в МДТ имени Ленинского комсомола
12. Сондецкис, Саулюс, дирижёр, — за концертные программы Литовского камерного оркестра 1983—1986 годов
13. Дурова, Наталья Юрьевна — за спектакли последних лет в Театре зверей имени В. Л. Дурова». (Премия за произведения литературы и искусства для детей)
14. Сличенко, Николай Алексеевич — за постановку и исполнение роли в театрализованном представлении «Мы — цыгане» в МЦТ «Ромэн»
15. Гадоев, Хашим — за исполнение заглавной роли в спектакле «Эдип» Софокла на сцене Таджикского ГАДТ имени А. А. Лахути
16. Кобекин, Владимир Александрович, композитор; Бражник, Евгений Владимирович, дирижёр; Титель, Александр Борухович, режиссёр; Тюменцев, Валерий Иванович, Бобровицкая, Татьяна Ивановна, исполнители партий, — за оперный спектакль «Пророк» В. Кобекина в Свердловском ГАТОБ имени А. В. Луначарского
17. Некрошюс, Эймунтас Пятрович, режиссёр; Латенас, Альгирдас Антанович, Пяткявичюс, Видас Пятрович, Сморгинас, Костас Костович, Багдонас, Владас Ленгинович, исполнители ролей, — за спектакли «И дольше века длится день» Ч. Т. Айтматова (1983) и «Дядя Ваня» А. П. Чехова (1986), поставленные на сцене ГМТ Литовской ССР
18. Нурымов, Чары, композитор, — за «Дастан-концерт» № 1 для флейты, гобоя и камерного оркестра и струнный квартет № 2 «Памяти Индиры Ганди»
19. Коржев-Чувелёв Гелий Михайлович — за картины «Беседа», «Облака 1945 года», «Дон Кихот»
20. Пылдроос, Энн Иоханнесович — за гобелен-занавес «Жизнь людей» в ДКС имени В. И. Ленина в Таллине
21. Акопян, Корюн Арутюнович, Мушегян, Гурген Нерсесович, Погосян, Грачья Григорьевич, Тарханян, Артур Артаваздович, Хачикян, Спартак Еремович, архитекторы; Азизян, Григор Степанович, Цатурян, Игорь Гургенович, конструкторы; Казарян, Спартак Вирабович, строитель, — за архитектуру СКК в Ереване
22. Батиашвили, Георгий Ираклиевич, Кавлашвили, Шота Дмитриевич, архитекторы, — за организацию градостроительной среды исторической части Тбилиси

## 1988
1. Вангели, Спиридон Степанович — за книгу «Гугуцэ и его друзья». (Премия за произведения литературы и искусства для детей)
2. Герман, Алексей Георгиевич, режиссёр; Володарский, Эдуард Яковлевич, автор сценария; Юркевич, Валерий Николаевич, художник; Силаев, Тигран Григорьевич (посмертно), звукооператор; Заманский, Владимир Петрович, исполнитель роли Александра Лазарева, — за художественный фильм «Проверка на дорогах» (1971) производства киностудии «Ленфильм»
3. Гинзбург, Лидия Яковлевна, литературовед, — за книги «О литературном герое» (1979), «Литература в поисках реальности» (1987)
4. Дудинцев, Владимир Дмитриевич — за роман «Белые одежды» (1987)
5. Котёночкин, Вячеслав Михайлович, режиссёр; Курляндский, Александр Ефимович, автор сценариев; Русаков, Светозар Кузьмич, художник, — за сериал мультипликационных фильмов «Ну, погоди!» производства студии «Союзмультфильм». (Премия за произведения литературы и искусства для детей)
6. Микивер, Микк Арнольдович, режиссёр, — за спектакль «Цвета облаков» в Таллинском ГАДТ имени В. Э. Кингисеппа
7. Очиаури, Георгий Алексеевич, скульптор, Алекси-Месхишвили, Владимир Шалвович (посмертно), Литанишвили, Отар Антонович, Нахуцришвили, Киазо Соломонович, архитекторы, — за мемориальный комплекс в парке Победы Тбилиси
8. Подниекс, Юрис Борисович, автор сценария и режиссёр; Клёцкин, Абрам Язепович[латыш.] и Марголин, Евгений Израилевич, авторы сценария; Залцманис, Калвис, оператор, — за документальный фильм «Легко ли быть молодым?» (1987) производства Рижской киностудии
9. Покровский, Дмитрий Викторович, художественный руководитель МАНМ, — за концертные программы «Русская протяжная песня», «Композиторы и фольклористы»
10. Приставкин, Анатолий Игнатьевич — за повесть «Ночевала тучка золотая» (1987)
11. Самойлов (Кауфман) Давид Самойлович — за книгу стихов «Голоса за холмами» (1985)
12. Туманишвили, Михаил Иванович, режиссёр, — за спектакль «Наш городок» Т. Н. Уайлдера в Театре киноактёра при киностудии «Грузия-фильм»
13. Чегодаев, Андрей Дмитриевич, доктор искусствоведения, — за книгу «Эдуард Мане» (1985)
14. Шевченко, Владимир Никитович (посмертно), автор сценария и режиссёр; Крипченко, Виктор Иванович и Таранченко, Владимир Васильевич, операторы, — за документально-публицистический фильм «Чернобыль. Хроника трудных недель» (1987) производства Украинской СХДФ

## 1989
1. Ахмадулина Белла (Изабелла) Ахатовна — за стихотворный сборник «Сад» (1987)
2. Искандер, Фазиль Абдулович — за роман «Сандро из Чегема» (1973—1988)
3. Можаев, Борис Андреевич — за роман «Мужики и бабы» (1976—1987)
4. Тарковский, Арсений Александрович (посмертно) — за книгу стихов «От юности до старости» (1987)
5. Прошкин, Александр Анатольевич, режиссёр; Дубровский, Эдгар Борисович, автор сценария; Брожовский, Борис Львович, оператор; Филиппов, Валерий Николаевич, художник; Приёмыхов, Валерий Михайлович, исполнитель роли Сергея Басаргина; Папанов, Анатолий Дмитриевич (посмертно), исполнитель роли Николая Павловича Старобогатова, — за художественный фильм «Холодное лето пятьдесят третьего…» (1987) производства киностудии «Мосфильм»
6. Стреляный, Анатолий Иванович, автор сценария; Голдовская, Марина Евсеевна, режиссёр и оператор, — за телевизионный художественно-публицистический фильм «Архангельский мужик» производства ТО «Экран» Гостелерадио СССР
7. Вайткус, Йонас, режиссёр, — за спектакль «Голгофа», поставленный на сцене Каунасского ГДТ
8. Габриадзе, Реваз Леванович, режиссёр, — за спектакль «Осень нашей весны» (1985), поставленном на сцене Тбилисского ГТМ
9. Спиваков, Владимир Теодорович, дирижёр и художественный руководитель ГКО «Виртуозы Москвы», — за концертные программы (1986—1988)
10. Федосеев, Владимир Иванович, главный дирижёр и художественный руководитель БСО Гостелерадио СССР, — за концертные программы (1986—1988)
11. Греков Александр Петрович, художник; Грекова, Валентина Борисовна, искусствовед, — за восстановление фресок XIV века в памятнике новгородской архитектуры и книгу А. П. Грекова «Фрески церкви Спаса Преображения на Ковалёве» (1987)
12. Обросов, Игорь Павлович — за живописный триптих «Посвящение отцу» (1986—1988)
13. Пологова, Аделаида Германовна — за скульптурные композиции из цикла «Материнство»: «Успевайте петь колыбельные песни» (1983), «Иди и след мой сохрани» (1987)
14. Жлобо, Николай Фёдорович, Юртин, Борис Олегович, Шильниковская, Василиса Павловна, Жлобо, Людмила Александровна, Геращенко, Дмитрий Васильевич, Белякова, Людмила Владимировна, архитекторы; Самончик, Александр Георгиевич, инженер, — за архитектурно-ландшафтные комплексы восточных районов Минска
15. Кондратский, Леонид Степанович, Собчук, Николай Яковлевич, Сорокин, Роман Иванович, Ренькас, Александр Станиславович, Фурсенко, Сергей Михайлович, Харьков, Анатолий Васильевич, архитекторы; Кравченко, Владимир Иванович, председатель колхоза «Коммунист», — за архитектуру центральной части села Матусов Шполянского района Черкасской области УССР

## 1990
1. Аверинцев, Сергей Сергеевич, ч.-к. АН СССР, Гринцер, Павел Александрович, Иванов, Вячеслав Всеволодович, Мелетинский, Елеазар Моисеевич, Рифтин, Борис Львович, ч.-к. АН СССР, Топоров, Владимир Николаевич, — за фундаментальное исследование «Мифы народов мира» (энциклопедия в 2 томах, 1987—1988, 2-е издание)
2. Чичибабин (Полушин), Борис Алексеевич — за сборник стихотворений «Колокол» (1989)
3. Вайнберг, Мечислав Самуилович — за камерную симфонию № 1, камерную симфонию № 2
4. Греку, Михаил Григорьевич — за серию картин «Радости и грусть земли Буджака»: «Очаг в Буджаке», «К празднику весны», «Золотые зёрна», «Скорбь»
5. Виноградский, Игорь Михайлович, Крышталь, Михаил Валентинович, Легошин, Владимир Константинович, Мухамедханов, Яркун Джафарович, архитекторы; Берклайд, Михаил Моисеевич, инженер-конструктор, — за архитектуру комплекса ВКНЦ АМН СССР в Москве
6. Станишевский, Владислав Никифорович — за серию офортов к эстонскому переводу поэмы А. С. Пушкина «Медный всадник».

## 1991
1. Анисимов, Александр Викторович, доктор архитектуры; Гнедовский, Юрий Петрович, заслуженный архитектор РСФСР; Таранцев, Борис Иванович, кандидат архитектуры; Белицкий, Владимир Ильич, Герасимов, Игорь Олегович, инженеры-конструкторы, — за архитектуру театрального комплекса на Таганке в Москве.
2. Астафьев, Виктор Петрович, писатель — за повесть «Зрячий посох» (1988)
3. Аширов, Какаджан, заслуженный деятель искусств Туркменистана, режиссёр; Амансахатов, Бердыгулы, художник; Хыдыров, Данатар, композитор; Бердыев, Чары; Аширова, Гульнабад, народная артистка Туркменистана; Бекиев, Мухаммед; Аннабердыев, Тора, заслуженный артист Туркменистана; Оразов, Айдогды, заслуженный артист Туркменистана, исполнители ролей, — за спектакль «Джан» в Туркменском государственном экспериментальном молодёжном театре.
4. Машбаш, Исхак Шумафович, писатель — за роман «Раскаты далекого грома».
5. Окуджава, Булат Шалвович, писатель — за сборник стихотворений «Посвящается Вам» (1988)
6. Миндадзе, Александр Анатольевич, автор сценария; Абдрашитов, Вадим Юсупович, режиссёр; Евстигнеев, Денис Евгеньевич, оператор; Толкачёв, Александр Никитович, художник; Дашкевич, Владимир Сергеевич, композитор; Тереховская, Лилия Алексеевна, звукорежиссёр; Борисов Олег (Альберт) Иванович, исполнитель роли Андрея Андреевича Гудионова; Беляев, Юрий Викторович, исполнитель роли Павла Сергеевича Клюева, — за художественный фильм «Слуга» (1988) производства киностудии «Мосфильм»
7. Некрасов Николай Николаевич, народный артист СССР, художественный руководитель Академического оркестра русских народных инструментов Гостелерадио, — за концертные программы 1988—1990 гг.
8. Ополовников, Александр Викторович, доктор архитектуры, заслуженный архитектор РСФСР, — за цикл работ по истории русского деревянного зодчества: «Русское деревянное зодчество. Гражданское зодчество», «Русское деревянное зодчество. Культовое зодчество», «Сокровища русского Севера».